# مسجد الشعر المبارك الكبير
مسجد الشعر المبارك الكبير (بالهندية: Share Mubarak grand Masjid) وترجمته مسجد الشعر المبارك الكبير، يقع المسجد في مدينة كاليكوت في ولاية كيرلا جنوب الهند، يدار المسجد تحت امرت المركز بواسطة كانثابورام أبو بكر مسايلار، يقع المسجد جنبا إلى جنب مع مدينة المعرفة على أرض تقدر مساحتها بحوالي 12 فدان، وتبلغ القدرة الاستيعابية للمسجد حوالي 25000 مصلي، وبلغت تكلفة بناء المسجد بنحو 400 مليون روبية.

## البناء
يقال أن البناء قام واستند على الطراز المعماري المغولي وباتباع مفهوم المباني الخضراء، بالإضافة إلى قاعة للصلاة واسعة، ويوجد في مجمع المسجد قاعة لعقد الندوات، ومكتبة ضخمة ومرافق لاستيعاب أكثر من 1000 شخص في وقت واحد، وكان البناء قد غطي ثمانية فدادين واحيط المسجد بحزام أخضر من الحدائق تقدر مساحتها بأربعة فدادين.

## التسمية
يقال أن المسجد يحتوي على بقايا يعتقد قسم من المسلمين في الهند أن يكون الشعر هو شعر النبي محمد، ومن هنا اتى اسم المسجد مسجد الشعر المبارك الكبير، وكانت الكلامات باللغة العربية، وحتى الإعلان عن المشروع قد تسببت مسألة الشعر في جدل واسع النطاق في ولاية كيرلا وسمي جدل الشعر المقدسة.

## وصلات خارجية
- صورة المسجد